# Бревно (гимнастика)

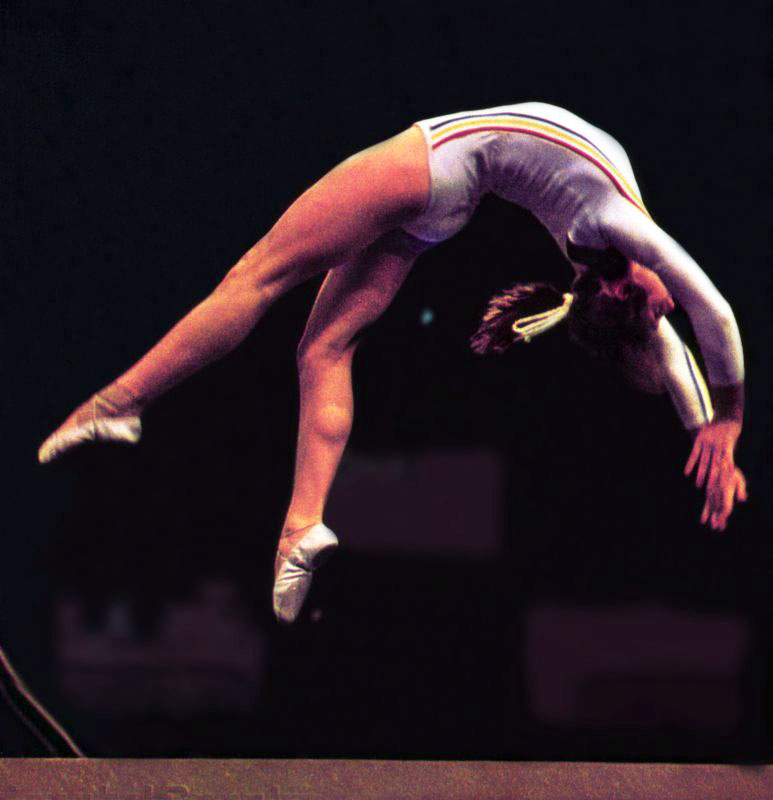
Надя Команечи на Олимпийских играх 1976

Бревно́ — один из снарядов в женской спортивной гимнастике.
Воздушный козёл — горизонтальный брус длиной 5 метров и шириной 10 сантиметров, поставленный на высоте 125 сантиметров. Снаряд покрыт кожей (или замшей). Не путать с обычным бревном, которое используется при тренировках военнослужащих.
Соревнования на бревне входят в программу женских турниров. В современной программе Олимпийских игр проводятся соревнования по упражнениям на бревне среди женщин, в которых разыгрывается комплект медалей; также соревнования на бревне входят в программу командного и абсолютного первенства среди женщин. Выступление на бревне состоит из трёх этапов: подъём на снаряд, выступление и завершающий соскок. Итоговая оценка учитывает сложность и чистоту исполнения всех трёх этапов. Выступление длится обычно 1 или 1,5 минуты и включает в себя акробатические элементы, прыжки и повороты.

## Структурные группы элементов на бревне

### I. Наскоки
Наскок — это начало комбинации. Наскоки могут быть как простыми прыжками (с поворотами и без), так и гимнастическими элементами (круги, перемахи, высокий углы, горизонтальный упоры с последующим выходом в стойку на руках и без), а также сложными акробатическими элементами (перевороты и сальто).

### II. Гимнастические прыжки и подскоки
В данную структурную группу входят прыжки с поворотами и без. Прыжки могут выполняться в различном положении тела (в группировке, согнувшись и т. д.). Прыжки могут усложняться разведением ног в шпагат.

### III. Повороты
В данную группу входят различные гимнастические повороты на ноге, так и на животе или спине. Повороты выполняются в различных положениях тела (согнув свободную ногу, в вертикальном шпагате, сидя и т. д.).

### IV. Статические элементы
Большинство статических элементов, причислено к структурной группе наскоков (статический элемент является составной частью наскока). А к данной группе отнесены горизонтальный упор на локте, вертикальный шпагат и «волна» из положения на пятках через полупальцы.

### V. Акробатические элементы
Наиболее сложные и зрелищные элементы. Сюда входят различные сальто и перевороты как в положении поперёк, так и продольно.
Также в действующих Правилах проведения соревнований, к данной структурной группе отнесены гимнастические элементы типа кувырков через голову и грудь, перекидки и гимнастические перевороты. Конечным положением элементы может быть как упор на ногах (ноге), так и упоры спереди, сзади, а также ноги врозь верхом.

## Олимпийские чемпионки в упражнении на бревне
- 1952 — Нина Бочарова, СССР
- 1956 — Агнеш Келети, Венгрия
- 1960 — Ева Босакова, Чехословакия
- 1964 — Вера Чаславска, Чехословакия
- 1968 — Наталья Кучинская, СССР
- 1972 — Ольга Корбут, СССР
- 1976 — Надя Команечи, Румыния
- 1980 — Надя Команечи, Румыния
- 1984 — Екатерина Сабо, Симона Пэукэ, Румыния
- 1988 — Даниэла Силиваш, Румыния
- 1992 — Татьяна Лысенко, Объединённая команда
- 1996 — Шэннон Миллер, США
- 2000 — Ли Сюань, Китай
- 2004 — Каталина Понор, Румыния
- 2008 — Шон Джонсон, США
- 2012 — Дэн Линьлинь, Китай
- 2016 — Санне Веверс, Нидерланды
- 2020 — Гуань Чэньчэнь, Китай

## Чемпионки мира в упражнении на бревне
- 1950 — Хелена Ракочи, Польша
- 1954 — Кэйко Танака, Япония
- 1958 — Лариса Латынина, СССР
- 1962 — Ева Босакова, Чехословакия
- 1966 — Наталья Кучинская, СССР
- 1970 — Эрика Цухольд, ГДР
- 1974 — Людмила Турищева, СССР
- 1978 — Надя Команечи, Румыния
- 1979 — Вера Черна, Чехословакия
- 1981 — Макси Гнаук, ГДР
- 1983 — Ольга Мостепанова, СССР
- 1985 — Даниэла Силиваш, Румыния
- 1987 — Аурелия Добре, Румыния
- 1989 — Даниэла Силиваш, Румыния
- 1991 — Светлана Богинская, СССР
- 1993 — Лавиния Милошовичи, Румыния
- 1994 — Шеннон Миллер, США
- 1995 — Мо Хьюлан, Китай
- 1997 — Джина Гогян, Румыния
- 1999 — Лин Цзе, Китай
- 2001 — Андреа Радукан, Румыния
- 2003 — Фань Е, Китай
- 2005 — Настя Люкина, США
- 2006 — Ирина Краснянская, Украина
- 2007 — Настя Люкина, США
- 2009 — Дэн Линьлинь, Китай
- 2010 — Ана Порграс, Румыния
- 2011 — Суй Лю, Китай
- 2013 — Алия Мустафина, Россия
- 2014 — Симона Байлз, США
- 2015 — Симона Байлз, США
- 2017 — Паулине Шэфер, Германия
- 2018 — Лью Тинтин, Китай
- 2019 — Симона Байлз, США